# Refuge de Valmasque
Le refuge de Valmasque est un refuge de montagne des Alpes-Maritimes situé sur la commune de Tende, dans le massif du Mercantour-Argentera.
Le refuge se trouve au sein de la zone centrale du parc national du Mercantour.
Il surplombe le lac Vert, lac de barrage exploité par EDF pour alimenter l'usine hydroélectrique des Mesches, en contrebas.